# Нигерия (лек крайцер, 1939)
Нигерия (на английски: HMS Nigeria (60), от на английски: Nigeria – Нигерия) е лек крайцер на Британския кралски флот, от времето на Втората световна война. Един от крайцерите на крайцерите тип „Фиджи“ (или Колъни,или Краун Колъни – 1-ва серия).
Поръчан по програмата от 1937 г. и е заложен в Vickers-Armstrong в Нюкасъл на 8 февруари 1938 г. Крайцерът е спуснат на вода на 18 юли 1939 г. Влиза в строй на 23 септември 1940 г.
На 29 август 1957 г. крайцерът влиза в състава на ВМС на Индия с името „Майсур“ (на английски: INS Mysore).

## История на службата
След влизането в строй крайцерът преминава в Скапа Флоу на Оркнейските острови, влизайки в състава на 10-та крайцерска ескадра. След това, октомври – ноември 1940 г. изпълнява операции по прикритие на крайбрежните конвои при северозападните подходи, базиран в Плимът.
На 26 декември 1940 г. „Нигерия“ излиза заедно с линейния крайцер HMS Repulse за прикритието на конвоите в Атлантика, след като войсковия конвой WS5A е атакуван от немския тежък крайцер „Адмирал Хипер“.
На 6 февриари 1941 г. крайцерът излиза в състава на океански ескорт, прикривайки поставянето на минни заграждения при Северния бараж (Operation SN7A), след края на което отплава заедно с линкора HMS Nelson в патрулиране при бреговете на Исландия. На 17 февруари прикрива поредното миниране на северния бараж (Operation SN7B/68A).

### Рейд на Лофотените
В началото на март крайцерът съставя ескорта на десантните съдове при рейда над Лофотенските острови и тяхната последваща евакуация (Operation Claymore). Крайцера HMS Edinburgh осъществява далечното прикритие.
На 8 март излиза Северно море в търсене на немски кораби, които според съобщенията са се промъкнали там за атака на съюзните конвои.
На 11 март – прикритие на поредното минно поставяне (Operation SN68B).
На 17 март заедно с линкора HMS Nelson излиза при бреговете на Исландия затърсене на немските линкори „Шарнхорст“ и „Гнейзенау“, промъкнали се в Атлантика.
На 26 март излиза на патрулиране в Датския пролив съвместно със систершипа HMS Fiji за прихващане на немски търговски рейдери. На 28 март се присъединява към линкора HMS King George V и два други крайцера в търсенето на немския джобен линкор „Адмирал Шеер“, плаващ към Кил. Противникът така и не е открит.
На 30 март заедно с HMS Fiji излиза за съединение с линейния крайцер HMS Hood за прикритие за конвойните маршрути Великобритания – Гибралтар от атаките на немските кораби (Operation SN9B). След което крайцерът остава при северозападните подходи.

### Потопяването на „Лауенбург“
На 28 юни „Нигерия“ съвместно с разрушителите HMS Bedouin, HMS Tartar и HMS Jupiter, в условията на мъгла, задържат североизточно от остров Ян Майен на позиция 73°02′ с. ш. 3°13′ з. д. / 73.033333° с. ш. 3.216667° з. д. немския метеорологичен съд Lauenburg. Съдът е открит с помощта на huff-duff и е обстрелян, след което екипажът в го напуска. От разрушителя HMS Tartar е свалена десантна партия, която успява да взаеме шифровъчната машина „Енигма“ и кодовете ѝ, след което съдът е потопен.
На 25 юли излиза заедно с крайцера HMS Aurora и разрушителите HMS Punjabi и HMS Tartar, в ролята на възможни, по необходимост, танкери за гориво за корабите от ескорта на Руския конвой.

### Евакуация от остров Медвежий
На 1 август крайцерът участва в операцията по унищожаването на метеорологическата станция на остров Медвежий и евакуацията от острова на норвежките граждани.

### Евакуация на Шпицберген
На 19 август съвместно с крайцера HMS Aurora ескортира лайнера Empress of Australia с канадски командоси на борда по време на рейда над Шпицберген (Operation Gauntlet). На 23 август той поддържа с огън десанта на военните сили и помага в унищожаването на въгледобивното оборудване на острова. Взема на борда си от Баренцбург съветски миньори, които доставя на 24 август в Архангелск, след което се връща на острова в Лонгирбюен, където взема норвежкото население на острова. На 1 септември крайцерът с пътниците на борда, съпровождайки въглевозите, отплава за Скапа Флоу.

### Потопяването на „Бремзе“
На 7 септември по време на патрулиране при бреговете на Норвегия съвместно с крайцера HMS Aurora „Нигерия“ прихваща при Porshanger фиорд малък немски конвой от два транспорта. В условията на лошо време крайцерите потопяват немския учебен кораб „Бремзе“, а транспортите успяват да избягат. В хода на боя „Нигерия“ получава повреди в носовата част. При следвоенния анализ е предположено, че крайцера се е натъкнал на мина.
След този бой крайцерът влиза за ремонт в цивилната корабостроителница в Тайн, в хода на който на кораба е поставен радар за управление на огъня на главния калибър Type 284. На 25 декември, след изпитания, той влиза за доработка на ремонтните работи. През януари 1942 г. крайцера се връща в състава на 10-та ескадра крайцери, ставайки неин флагмански кораб.
На 8 януари 1942 г. „Нигерия“ излиза в съпровождени на конвоя PQ-8, плаващ от Исландия за Мурманск. На 17 януари той пристига там и остава там, за да съпровожда бъдещите конвои в района между остров Медвежий и Колския залив.

### Базиране в Мурманск
През февруари крайцера от Мурманск заедно с разрушителите HMS Faulknor и HMS Intrepid излиза за среща с конвоя PQ-9/10, съединявайки се с него на 5 февруари, и съпровождайки го до 8 февруари. От 13 до 15 февруари крайцера прикрива обратния конвой QP-7. На 22 февруари съвместно със съветските есминци съпровожда конвоя PQ-11 на финалната права от плаването му.
От 2 до 7 март крайцерът участва в състава на близкото прикритие на обратния конвой QP-8.
От 22 март крайцерът в състава на Флота на Метрополията участва в прикритието на два конвоя: PQ-13 и обратния QP-9.
На 5 април крайцера съпровожда линкора HMS King George V от Розайт за Скапа Флоу, където той се съединява с флота.
На 10 април „Нигерия“ съвместно с линкорите HMS King George V и HMS Duke of York, самолетоносача HMS Victorious и тежкия крайцер HMS Kent образуват Съединението за далечно прикритие, съпровождащо поредната двойка конвои: PQ-14 и обратния QP-10. На 11 април крайцера оставя Съединението.
28 април крайцера влиза в състава на ескорт на конвоя PQ-15. На 1 май той го напуска и се присъединява към обратния конвой QP-11, след като, от състава на неговото прикритие е потопен крайцера HMS Edinburgh.
На 13 май „Нигерия“ с линкора HMS Duke of York, самолетоносача HMS Victorious и крайцерите HMS Kent, HMS Liverpool, HMS London и HMS Norfolk образува Съединение, което трябва да посрещне и съпроводи плаващия за Великобритания от СССР повреден крайцер HMS Trinidad, но последния на 15 май при прехода е потопен от немската авиация. Съединението за прикритие се насочва към базата също под въздушните атаки на противника.
От 23 до 28 май „Нигерия“ съвместно с крайцерите HMS Kent, HMS Liverpool и HMS Norfolkи разрушителите HMS Marne, HMS Onslow и HMS Oribi съставлява крайцерското прикритие на поредната двойка конвои: PQ-16 и обратния QP-12.
От 30 юни крайцера съвместно с линкора HMS Duke of York, американския линкор USS Washington (BB-47), самолетоносача HMS Victorious и крайцера HMS Cumberland съставлява далечното прикритие на печално знаменития конвой PQ-17. Кораби остават с него до 4 юли, по-късно пристъпвайки към прикритието на обратния конвой QP-13. След пристигането на последния на 7 юли в Рейкявик, „Нигерия“ се връща във водите на метрополията.

### Операция „Пиедестал“
На 2 август „Нигерия“ съвместно с линкора HMS Nelson, самолетоносача HMS Victorious, крайцерите HMS Kenya, HMS Manchester и HMS Cairo, отплават от Англия в качеството на съпровождение на войсковия конвой WS21S за Малта (Операция „Пиедестал“). На 10 август в Гибралтар „Нигерия“, крайцерите HMS Kenya, HMS Manchester и HMS Cairo, а също 12 разрушителя образуват Съединение „X“, което трябва да съпроводи конвоя непосредствено до Малта. От 11 август над конвоя започват атаките на авиацията и подводните сили на Оста.

#### Торпедно попадение
Вечерта на 12 август италианската подводницата Axum на позиция 37°26′ с. ш. 10°22′ и. д. / 37.433333° с. ш. 10.366667° и. д. уцелва с едно торпедо в левия борд „Нигерия“. Крайцерът получава сериозни повреди и в съпровождение на 3 ескортни миноносеца HMS Wilton, HMS Bicester и HMS Derwent се насочва за Гибралтар, където на 15 август влиза за предварителен ремонт.

### Ремонт в САЩ
През целия септември крайцерът се ремонтира в Гибралтар, след което на 7 октомври отплава за САЩ за провеждането на основния ремонт. На 23 октомври той влиза за ремонт във военноморската корабостроителница в Чарлстън. В хода на ремонта е свалено авиационното въоръжение и е проведена подготовката за поставянето на радари за управление на зенитния огън, замяната на радара за въздушно наблюдение Type 279 с Type 281 и поставянето на радар за надводно наблюдение Type 272. Ремонтът продължава цяла година и едва през септември 1943 г. крайцера прави прехода си към Великобритания, където от октомври до декември 1943 г. са поставени радарите и са проведени окончателните ремонтни работи.
През януари 1944 г. крайцерът се връща на бойна служба в състава на 10-та ескадра крайцери в Скапа Флоу, защитавайки конвои при северозападните подходи.
През март крайцерът прави преход за Цейлон, където пристига на 27 март, влизайки в 4-та крайцерска ескадра на Източния флот.

### В състава на Източния флот
На 16 април „Нигерия“ участва в операция „Кокпит“ (Operation Cockpit) – атаката над Сабанг от Съединение 70 в състав британския самолетоносач HMS Illustrious и временно придадения към Източния флот американски USS Saratoga (CV-3). Крайцера се намира в състава на Съединение TF69, прикриващо самолетоносачите. Освен „Нигерия“, то включва линкорите HMS Queen Elizabeth и HMS Valiant, френския линкор Richelieu, крайцерите HMS Newcastle, HMS Ceylon, HMS Gambia и холандския крайцер HNLMS Tromp. На 21 април корабите се връщат в Тринкомале.
На 6 май крайцерът участва в прикритието на поредното нападение. Този път над Сурабая (Operation Transom). Крайцера влиза в състава на Съединение TF65: линкорите HMS Queen Elizabeth и HMS Valiant, френския Richelieu, крайцера HMS Newcastle и холандския крайцер HNLMS Tromp. На 15 май корабите се зареждат в залива Ексмут в Западна Австралия. На 17 май самолетоносачите нанасят удар по Сурабая, а на 27 май корабите се връщат в Тринкомале.
През юни „Нигерия“ плава в Индийския океан в патрулиране.
През юли крайцерът участва в операцията по обстрел на Сабанг (Operation Crimson), заедно с крайцерите HMS Kenya, HMS Ceylon, HMS Gambia и разрушители той съставлява ескорта на линкорите HMS Queen Elizabeth и HMS Valiant, линейния крайцер HMS Renown и френския линкор Richelieu. На 25 юли „Нигерия“ се отделя за съпровождение на базата за подводни лодки HMS Maidstone в прехода и към Фримантъл, където и провежда периода август – септември, действайки в Индийския океан.
На 11 октомври „Нигерия“ отплава за Тринкомале. През ноември 1944 г. влиза в 5-та крайцерска ескадра на Източния флот, когато се сформира Тихоокеанския флот на Великобритания.
На 1 декември заедно с крайцерите HMS Kenya, HMS Newcastle и HMS Phoebe, „Нигерия“ образува Съединение 61, предназначено за поддръжката на Бирманския фронт.
На 1 януари 1945 г. „Нигерия“ съвместно с ескортния самолетоносач HMS Ameer, крайцерите HMS Newcastle и HMS Phoebe и три разрушителя подсигурява десанта на 3-та бригада командос на полуостров Akyab (Operation Lightning). Огън не е откриван, тъй като японците са се оттеглили от мястото на десанта.
На 24 януари крайцерът, на полуостров Akyab, пристъпва към натоварването на борда на морските пехотинци, които трябва да десантират на остров Cheduba в Бирма. На 26 януари той излиза, заедно с крайцерите HMS Newcastle и HMS Kenya и разрушителите HMS Paladin и HMS Rapid, в състава на Съединение TF65, и стоварва морските пехотинци на остров Cheduba, южно от остров Ramree (Operation Sankey). На 31 януари той отново носи морска пехота на борда си, обстрелвайки с крайцерите западното крайбрежие на Ramree.
През февруари крайцерът отплава за Саймънстаун, влизайки в ремонт, продължил до май. На 3 май отплава за Цейлон със спирка в Дърбан.
На 13 май с разрушителите HMS Roebuck, HMS Racehorse и HMS Redoubt образува Съединение TF62, което да усили TF61 в операциите по прихващане на японските евакуационни сил. На 18 май съединението се връща в Тринкомале.
През юни крайцера се намира в Индийския океан с Източния флот.
На 5 юли „Нигерия“ съвместно с ескортните самолетоносачи HMS Ameer и HMS Emperor и разрушителите HMS Roebuck, HMS Eskimo и HMS Vigilant изпълнява прикритието на тралните работи при брега на Малайзия в рамките на подготовката за десанта на Малайското крайбрежие (Operation Collie). В хода на прикритието се провеждат бомбардировки на Никобарските острови. На 15 юли бомбардират остров Nancowry.
На 15 август крайцерът, заедно с линкора HMS Nelson и ескортните самолетоносачи HMS Attacker, HMS Hunter, HMS Shah и HMS Stalker, излиза за прехвърляне на окупационни сили в Пенанг. Но десантът е отменен. На 24 август „Нигерия“, HMS Shah и HMS Stalker се връщат в Тринкомале за дозаправка.
На 4 септември „Нигерия“ прави преход в Port Swettenham за съединение с крайцерите HMS Ceylon, HMS Cleopatra, HMS Royalist и ескортните самолетоносачи на 21-ви авионосен дивизион. На 9 септември крайцерът прикрива съюзния десант в Port Dickson съвместно с линкорите HMS Nelson, Richelieu и крайцерите HMS Ceylon, HMS Cleopatra (Operation Zipper), с което Втората световна война за крайцера завършва.

## Коментари
1. ↑  Всички данни се привеждат към момента на влизане в строй.